# Gladys Kokorwe
Gladys Kokorwe, née le 28 novembre 1947 au Cap (Afrique du Sud), est une femme politique botswanaise. Membre du Parti démocratique du Botswana (BDP), elle est présidente de l'Assemblée nationale de 2014 à 2019. 

## Biographie
Entre 1999 et 2004, elle est vice-ministre chargée du Gouvernement local.
Entre avril 2008 et 2009, elle est ministre de la Jeunesse, du Sport et de la Culture dans le gouvernement d'Ian Khama.
Elle est ambassadrice au Zimbabwe entre 2009 et 2014.